# سحر و جادو: گردهمایی برخط
سحر و جادو: گردهمایی برخط (به انگلیسی: Magic: The Gathering Online) یک اقتباس از بازی ویدیویی سحر و جادو: گردهمایی است که با استفاده از مفهوم اقتصاد مجازی به‌منظور حفظ جنبه کلکسیون بازی کارتی ایجاد شد. این بازی از طریق یک سرویس اینترنتی که توسط ویزاردز آف کوست اجرا می‌شود، پخش می‌شود که در تاریخ ۲۴ ژوئن ۲۰۰۲ به صورت زنده آغاز به کار کرد. کاربران می‌توانند بازی کنند یا کارتهای بازی را با سایر کاربران معاوضه کنند. این بازی فقط برای سیستم عامل مایکروسافت ویندوز به طور رسمی در دسترس است.